# Kryminalni: Misja śląska
Kryminalni. Misja śląska – polski film z 2006 roku w reżyserii Macieja Pieprzycy, wyprodukowany i wyemitowany przez stację TVN.

## Opis
Film jest próbą połączenia trzech odcinków serialu Kryminalni (41, 42 i 43), znanych jako Tryptyk Śląski. Wskutek usunięcia części scen, scenariusz przybiera nieco inny kształt, przede wszystkim trudniej zrozumieć postawę psychopatycznego mordercy (który swoje ofiary, kobiety będące fizycznie podobnymi do swojej matki, zakopuje żywcem w zrobionych własnoręcznie trumnach). Film sprawia mniej mroczne wrażenie niż odcinki bazowe. Dodatkowo zrezygnowano z innego, bardzo ważnego wątku – głośnej w PRL sprawy "Wampira z Zagłębia".

## Informacje dodatkowe
- Pościg w jednym z katowickich centrów handlowych w rzeczywistości był nagrywany w warszawskim CH Blue City.
- W większości scen filmu widoczny jest leżący śnieg, jednak w scenach zakopywania swych ofiar przez Grabarza śniegu brak. Błąd ten wynikł z faktu, że sceny te kręcone były w podwarszawskiej Puszczy Kampinoskiej, w odróżnieniu od pozostałych, kręconych na Śląsku.

## Obsada

### Główne role
- Marek Włodarczyk − komisarz Adam Zawada
- Magdalena Schejbal − podkomisarz Barbara Storosz
- Krzysztof Respondek − podkomisarz Łukasz Strzelecki (W napisach wymieniony jako Maciej Strzelecki)
- Robert Talarczyk − Joachim Budny ps. Grabarz
- Stanisław Mikulski − Jan Zawada, ojciec Adama

### Role drugoplanowe
- Halina Łabonarska − inspektor Ewa Kubicz, zastępca Komendanta Miejskiego Policji w Katowicach
- Anna Guzik (2 role) − Luiza Nawrocka, Grażyna
- Franciszek Trzeciak − Marian Badura, były major milicji
- Zbigniew Stryj − policjant nadkomisarz Erwin Zych, brat Zenona
- Ziemowit Pędziwiatr − bandyta Kumak
- Piotr Kozłowski − technik kryminalny, z Komendy wojewódzkiej policji w Katowicach.
- Cezariusz Chrapkiewicz − proboszcz (w napisach wymieniony jako Cezary Chrapkiewicz)